# Mỹ Tho (Tiền Giang)
Mỹ Tho is een stad in Vietnam en is de hoofdplaats van de provincie Tiền Giang. Mỹ Tho telt naar schatting 126.000 inwoners.